# Voleanka, Sambir
Voleanka (în ucraineană Волянка) este un sat în comuna Blajiv din raionul Sambir, regiunea Liov, Ucraina.

## Demografie
Componența lingvistică a localității Voleanka
     Ucraineană (100%)
Conform recensământului din 2001, toată populația localității Voleanka era vorbitoare de ucraineană (100%).